# Plötzlich Millionär
Plötzlich Millionär ist ein deutscher Fernsehfilm von Martin Gies aus dem Jahre 2008 mit Uwe Steimle in der Hauptrolle. Der Film um einen erwerbslosen Busfahrer, der eine Erbschaft macht, enthält Elemente der Komödie und solche des Familienfilms.

## Handlung
Der Kleinbürger Benno Gütermann erfährt an seinem zehnten Hochzeitstag von seinem Freund, Kollegen und Nachbarn Axel, dass beiden ihre Stellung als Busfahrer gekündigt wurde, weil sich die Buslinie nicht mehr rechne. Vergeblich sprechen sie bei ihrem Arbeitgeber Brausewetter mit einem Konzept zur Neuordnung vor. Unmittelbar darauf jedoch erhält Benno die Mitteilung vom Notar, dass er von einer Tante eine Million Euro geerbt hat. Diese will er in die Buslinie und den einzigen, maroden Bus investieren, um sie zusammen mit seinem Freund weiter betreiben zu können, und will deshalb seinem ehemaligen Arbeitgeber die Rechte und den Bus abkaufen. Dieser jedoch schlägt ihm ein Geschäft vor, das vorsieht, einen Handel mit Oldtimern zu betreiben, womit Benno sein Vermögen innerhalb eines Jahres verdoppeln könne. Der geht darauf ein und wird kurz darauf vom Staatsanwalt damit konfrontiert, dass sein auf ein Schwarzes Konto überwiesenes Vermögen von seinem Ex-Arbeitgeber veruntreut worden und dieser geflüchtet sei. Der Bus und diverse inzwischen auf Kredit angeschaffte Konsumgüter werden konfisziert. Doch Benno kann durch Verkauf einer teuren Uhr den Bus schließlich zurückerwerben und gemeinsam mit seinem Freund den Plan von der Rettung der Buslinie wahr machen. Der Betrüger Brausewetter wird bei der versuchten Flucht nach Costa Rica verhaftet.

## Hintergrund
Hergestellt wurde der Film von CineCentrum Deutsche Gesellschaft für Film- und Fernsehproduktion mbH für ARD Degeto. Als Filmmusik wurde unter anderem das Stück Friends Will Be Friends der Gruppe Queen verwendet. Drehort war Wernigerode. Bei dem Bus handelt es sich um ein Fahrzeug der Geraer Fritz Fleischer KG.

## Kritiken
Für TV Spielfilm handelt es sich um ein „Mini-Märchen für Erwachsene“, welches „den Lottotraum kapitalisiert“: „kleines Glück für kleine Leute mit neuem Fernseher und Geschirrspülmaschine. Man träumt gern, nur trägt das nicht die Spannung für neunzig Minuten, zumal Bennos Kleine-Leute-Getue nervt und die Intrige dünn bleibt.“ Rainer Tittelbach schreibt über den „seichten“ ARD-Freitagsfilm: „Alles an dieser Geschichte war durchsichtig bis zum guten Ende.“